# Frohnberg (Voßnacken)
Der Frohnberg ist eine Erhebung im Niederbergischen Land besitzt eine Höhe von ca. 226 m ü. NN. Die Gipfellage ist größtenteils mit dem gleichnamigen Velberter Ortsteil Frohnberg des Stadtteils Langenberg, der sich an der südlichen und östlichen Bergflanke bis hinab in das Hardenberger Bachtal und in das Deilbachtal erstreckt, sowie mit der Ortslage Bohnenbusch bebaut.
Der Frohnberg ist eine der Erhebungen des Höhenzugs und der naturräumlichen Einheit Voßnacken, die im Handbuch der naturräumlichen Gliederung Deutschlands mit der Ordnungsnummer 3371.11 geführt wird. Die Jahresdurchschnittstemperatur beträgt ca. 10,4 C.
Der Berg wird im Südwesten vom Brandenberger Bach und im Nordosten von dem Bach Wewerbeek eingerahmt. Im Nordwesten geht der Frohnberg, nur getrennt durch eine flache Senke, in die Erhebung 226,4 bei Pollen über, über die der Höhenweg Hilinciweg verläuft.
Die Voßnacker Straße überquert den Frohnberg. Die verbliebenen Teile der Gipfellage sind bewaldet oder werden landwirtschaftlich genutzt. Jenseits des Deilbachs erheben sich der Hordtberg mit dem Sender Langenberg und der Löper Berg, die aber nicht Bestandteil des Voßnackens sind.